# تیم ملی فوتبال اسرائیل
تیم ملی فوتبال اسرائیل (در عبری: נבחרת ישראל בכדורגל) نماینده فوتبال اسرائیل است که تحت نظارت اتحادیه فوتبال اسرائیل عمل می‌کند.
تیم ملی فوتبال اسرائیل از هنگام پیدایش تاکنون در مسابقات سه کنفدراسیون فوتبال آسیا، کنفدراسیون فوتبال اروپا و کنفدراسیون فوتبال اقیانوسیه شرکت کرد و از سال ۱۹۹۴ به عضویت رسمی کنفدراسیون فوتبال اروپا (UEFA) درآمد. در این تیم ملی چندین بازیکن عرب و مسلمان هم حضور دارند. بیراتس ناتخو، بیرام کیال، محمد ابوفانی، عمر آتیزلی از جمله بازیکن عرب و مسلمان این تیم ملی هستند.

## تاریخچه

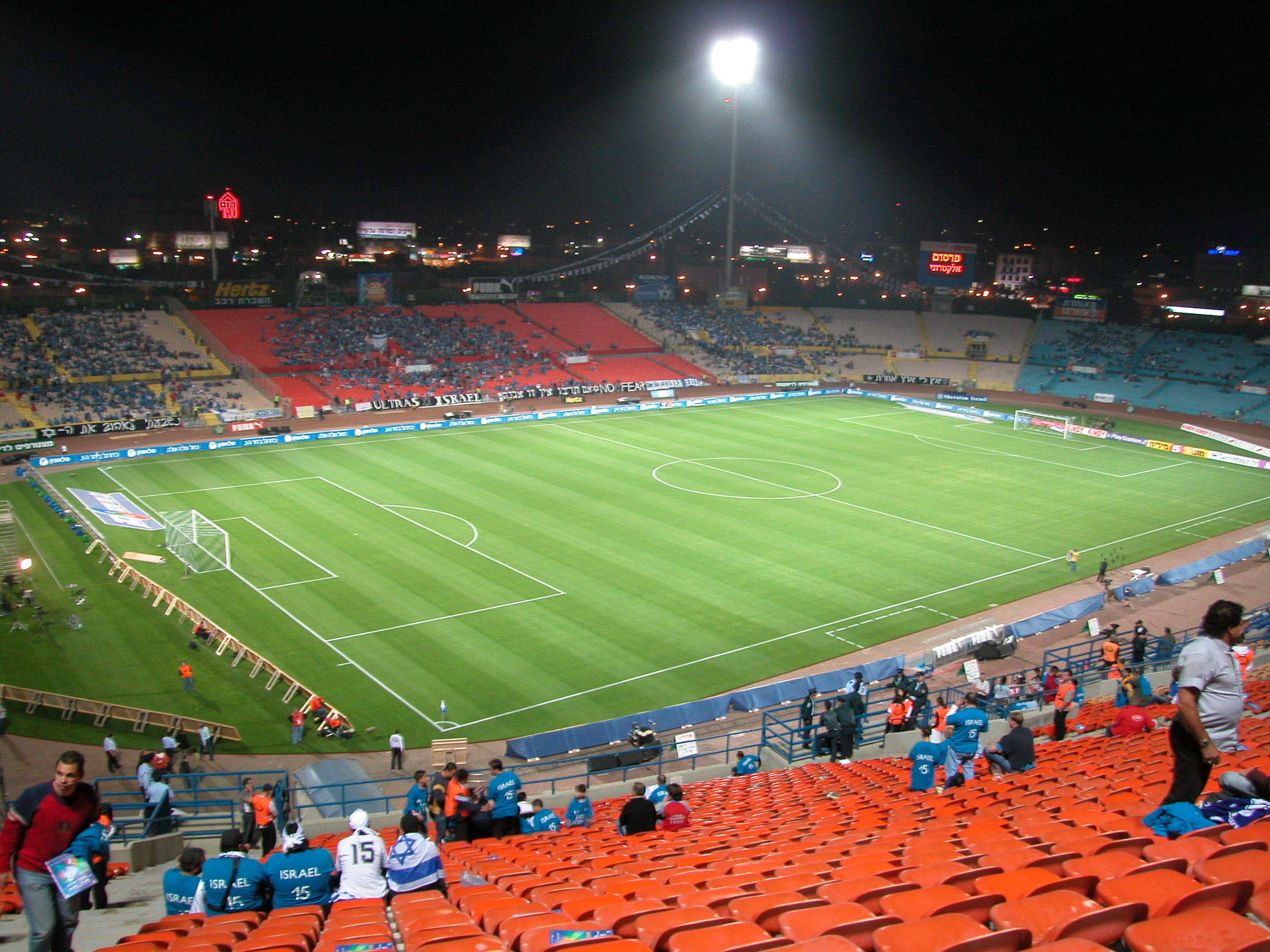
ورزشگاه ورزشی رمت گن که در شهر رمت گن قرار دارد، خانه کنونی تیم ملی فوتبال اسرائیل است.

فدراسیون فوتبال اسرائیل (ההתאחדות לכדורגל בישראל) در سال ۱۹۲۸ میلادی با عنوان فدراسیون فوتبال فلسطین تأسیس شد و ۲۰ سال بعد با تشکیل کشور اسرائیل با نام جدید به فعالیت خود ادامه داد. نماینده این فدراسیون در مسابقات مقدماتی جام جهانی فوتبال سالهای ۱۹۳۴ و ۱۹۳۸ با نام «تیم ملی فلسطین-اسرائیل» شناخته می‌شد.
تیم ملی اسرائیل در دوران حضور خود در رقابتهای قاره آسیا همواره یکی از تیم‌های مطرح فوتبال در این منطقه بود. این تیم یک بار در سال ۱۹۶۴ قهرمان جام ملتهای آسیا شد. در سال ۱۹۷۰ به عنوان نماینده قاره‌های آسیا و اقیانوسیه به جام جهانی راه یافت و موفق به کسب دو امتیاز از ایتالیای فینالیست و سوئد شد. تیم ملی اسرائیل به المپیک ۱۹۷۶ هم راه یافت که در مرحله یک چهارم نهایی مغلوب برزیل شد. اما با حضور تیم‌های فوتبال کشورهای عرب مانند عربستان و کویت در مسابقات قاره‌ای و با توجه به خودداری آنان از رویارویی با این تیم، اسرائیل به ناچار از کنفدراسیون فوتبال آسیا خارج شده و نهایتاً به عضویت رسمی اتحادیه فوتبال اروپا درآمدند.

## افتخارات
- تیم فوتبال اسرائیل تاکنون یک‌بار موفق به راه‌یابی به جام جهانی فوتبال در سال ۱۹۷۰ میلادی شده‌است.
- نایب قهرمانی بازیهای آسیایی در سال ۱۹۷۴ میلادی.
- قهرمانی جام ملت‌های آسیا در سال ۱۹۶۴ میلادی.
- نایب قهرمانی جام ملت‌های آسیا در سال ۱۹۵۶ و ۱۹۶۰ میلادی.
- مقام سومی جام ملت‌های آسیا در سال ۱۹۶۸ میلادی.

### مربیان تیم ملی اسرائیل
| مربی           | سالهای حضور  | تعداد بازی | برد | تساوی | باخت | برد % |
| -------------- | ------------ | ---------- | --- | ----- | ---- | ----- |
| جولا ماندی     | ۱۹۵۹ تا ۱۹۶۴ | ۳۴         | ۱۵  | ۷     | ۱۲   | ۵۶٪   |
| امانوئل شفر    | ۱۹۶۸ تا ۱۹۷۰ | ۲۴         | ۸   | ۸     | ۸    | ۵۰٪   |
| دیوید شویتزر   | ۱۹۷۳ تا ۱۹۷۷ | ۳۶         | ۱۷  | ۱۱    | ۸    | ۶۲٫۵٪ |
| شلومو شرف      | ۱۹۹۲ تا ۱۹۹۷ | ۸۲         | ۳۱  | ۱۸    | ۳۳   | ۴۸٫۲٪ |
| کیم مولر نیلسن | ۲۰۰۰ تا ۲۰۰۱ | ۲۰         | ۷   | ۴     | ۹    | ۴۵٪   |
| آورام گرانت    | ۲۰۰۱ تا ۲۰۰۶ | ۳۳         | ۱۴  | ۱۳    | ۶    | ۶۲٫۱٪ |
| درود کاشتان    | ۲۰۰۶ تا کنون |            |     |       |      |       |

## بازیکنان سرشناس

- یوسٌی بنایون، باشگاه آرسنال (به صورت قرضی) انگلیس
- تال بن هیٌم، باشگاه چلسی انگلیس
- تامیر کوهن، باشگاه بولتون واندرز انگلیس
- دودو آووتا، باشگاه دپورتیو لاکرونیا اسپانیا
- گای آسولین، باشگاه بارسلونا ب اسپانیا
- سالیم تو آما باشگاه استاندارد لیگ بلژیک
- الیانیو باردا، باشگاه ریسینگ گنک بلژیک
- امر گولان، کی.اس.سی لوکرن بلژیک
- باراک ییتژاکی، باشگاه ریسینگ گنک بلژیک
- اران زهاوی، پی‌اس‌وی آیندهوون
- دنیل پرتس، بایرن مونیخ
- منور سولومون، تاتنهام
- اسکار گلوخ، ردبول زالتسبورگ